# ستيفان ويليام
ستيفان ويليام (بالإندونيسية: Steven William)‏ هو ممثل إندونيسي، ولد في 11 أغسطس 1993 بكاليفورنيا في الولايات المتحدة.

## وصلات خارجية
- ستيفان ويليام على موقع IMDb (الإنجليزية)
- ستيفان ويليام على موقع قاعدة بيانات الفيلم (الإنجليزية)